# ロアリング・ラピッド
ロアリング・ラピッド（Roaring Rapids）は、ディズニーパークにあるアトラクション。

## このアトラクションが存在するパーク
- 上海ディズニーランド（上海ディズニーリゾート）

## 概要
| ロアリング・ラピッド Roaring Rapids | ロアリング・ラピッド Roaring Rapids | ロアリング・ラピッド Roaring Rapids                 | ロアリング・ラピッド Roaring Rapids                 |
| ----------------------------------- | ----------------------------------- | --------------------------------------------------- | --------------------------------------------------- |
| ロアリング・ラピッド                |                                     |                                                     |                                                     |
| オープン日                          | オープン日                          | 2016年6月16日(上海ディズニーランドと同時にオープン) | 2016年6月16日(上海ディズニーランドと同時にオープン) |
| スポンサー                          | スポンサー                          | なし                                                | なし                                                |
| 所要時間                            | 所要時間                            | 約4分                                               | 約4分                                               |
| 利用制限                            |                                     | 107cm以上                                           | 107cm以上                                           |
| ファストパス                        | ファストパス                        |                                                     | ○                                                   |
| シングルライダー                    | シングルライダー                    |                                                     | ○                                                   |

ロアリング・マウンテンと呼ばれる巨大な山の中を通る水路を8人乗りの円型のボートに乗って、激流下りをするアトラクション。アドベンチャー・アイルエリアに位置している。「リーグ・オブ・アドベンチャラーズ」に参加したゲストはフィールド・キャンプ・ベータからボートに乗り込むが、落下した枝によって違った水路を通ってしまい、山の中へと突き進んでしまう。そこでゲストは、巨大なワニに似た怪物、クァラ (英語:Q’aráq、中国語: 魁)に遭遇する。なお、クァラにはオーディオアニマトロニクスの技術が使用されている。クァラの魔の牙から辛くも逃れた瞬間、ライドは渦巻きに巻き込まれ、蒸気の吹き出す火口から落下し、乗り場へと戻る。